# Sklenářův dolík
Sklenářův dolík je název lokality v Kutné Hoře v městské části Žižkov.

## Historie
Původní název Sklenářova dolíku byl lom Na Ptáku. V 16. a 17. století byl bohatým zdrojem materiálu. Kámen z tohoto lomu se použil dokonce na stavbu sedleckého kláštera a později (od r. 1519) i na stavbu chrámu svaté Barbory.
Protože byl tento lom cenným zdrojem bohatství, vedlo se o něm několik sporů, např. s jezuity. Poslední spor byl vyřešen r. 1690 rozdělením lomu na poloviny. Levou část získalo město (nynější Sklenářův dolík), pravou část sedlecký klášter (pole k cestě na Kuklík). Po vyčerpání zásob koupili lom soukromníci. Jedním z majitelů byl sklenář Vojtěch Svoboda, po něm dostal své současné jméno. Pro přilehlou oblast se stal důležitou jímkou vod při přívalových deštích, proto majitelé nesměli stavět ochranné hráze pro odpuzení vody.

## Současnost
Sklenářův dolík v Kutné Hoře v městské části Žižkov byl po dvouletých úpravách prostoru slavnostně otevřen 1. října 2016. Jedná se o lesopark, který se díky kutnohorským neziskovým organizacím proměnil v odpočinkové místo pro veřejnost. Byly zde vybudovány cesty s prašným povrchem, vznikla naučná stezka a několik odpočinkových míst se stoly a lavičkami. Celý projekt, jeho barvená skica, vznikala pod pečlivým dohledem skautů a spolku Denemark a zároveň ve spolupráci s dendrology z Kutné Hory. Pod celou studií je podepsaný architekt Ing. Jan Dřevíkovský.

## Dřeviny ve Sklenářově dolíku
- Vrba jíva
- Brslen evropský
- Vrba lýkovcová
- Hrušeň
- Růže šípková
- Slivoň mirabelka
- Švestka
- Ořešák královský
- Řešetlák počistivý
- Třešeň
- Hloh jednosemenný
- Jírovec maďal
- Jabloň
- Líska obecná
- Bez černý
- Vrba bílá
- Javor klen
- Javor tatarský[5]